# Гайдей Тодор Іванович
Гайдей Тодор Іванович (Псевдо: Білий, Когут; 12 лютого 1923, с. Дорошівці, Заставнівський район, Чернівецька область — 10 грудня 1948, с. Самушин, Заставнівський район, Чернівецька область) — лицар Срібного хреста бойової заслуги УПА 2 класу.

## Життєпис
Народився у сім'ї Івана та Софії Гайдей. Член ОУН із травня 1944 р. Охоронець Чернівецького повітового проводу ОУН (1944), комендант боївки СБ (1944—1945), референт СБ (1945-12.1948) і одночасно керівник (06.-12.1948) Заставнівського районного проводу ОУН.
Загинув у сутичці із опергрупою Заставнівського РВ МДБ.

## Нагороди
- Згідно з Наказом Головного військового штабу УПА ч. 1/48 від 12.06.1948 р. керівник Заставнівського районного проводу ОУН Тодор Гайдей — «Когут» нагороджений Срібним хрестом бойової заслуги УПА 2 класу.

## Вшанування пам'яті
- 14.12.2017 р. від імені Координаційної ради з вшанування пам'яті нагороджених Лицарів ОУН і УПА у м. Чернівці Срібний хрест бойової заслуги УПА 2 класу (№ 014) переданий Марії Кочерган, племінниці Тодора Гайдея — «Когута».